# 小行星61402
小行星61402（61402 Franciseveritt）是一颗绕太阳运转的小行星，为主小行星带小行星。该小行星于2000年8月25日发现。
該小行星以美國物理學家法蘭西斯·艾弗里特命名。

## 轨道参数
小行星61402的轨道半长轴为2.5316230 UA，离心率为0.166。